# Alexander von Tunzelmann
Alexander Francis Henry von Tunzelmann (Nelson, 1877. június 15. – Invercargill, 1959. szeptember 19.) új-zélandi tengerész, Henrik Johan Bull Antarctic-expedíciójának tagja. Az Adare-foknál partra szálló csapat tagjaként az egyik első ember volt, aki bizonyíthatóan az antarktiszi kontinensre lépett.

## Származása, családi háttere
Tunzelmann ősei az alsó-szászországi Braunschweig városból vándoroltak ki a 17. században Észtországba, és az akkori Észtországi Német Lovagrend nemességének tagjai voltak. Édesapja, Johannes Emanuel von Tunzelmann (1839-1898) két testvérével együtt Új-Zélandon telepedett le. Alexander Tunzelmann az új-zélandi Nelsonban született, 1877. június 15-én és Invercargillban hunyt el 1959. szeptember 19-én. Öt gyermeke született: Ronald, Isobel, John, Gilbert és Francis.

## Az Antarctic-expedíció
Henrik Johan Bull (1844–1930) Ausztráliában letelepedett norvég üzletember egy tudományos kutatásokat is végző bálna- és fókavadász-expedíciót szervezett az antarktiszi vizekre. Az expedíció anyagi támogatásához sikerült megnyernie Svend Foyn gazdag norvégiai vállalkozót, aki a modern szigonyágyú feltalálásával forradalmasította a bálnavadászatot, és jelentős vagyonra tett szert. Foyn segítségével megvásárolta a Kap Nor nevű, 226 tonnás, háromárbócos, gőzgéppel felszerelt bark típusú bálnavadász vitorláshajót, amelyet Antarctic névre keresztelt át. A hajó kapitányának a tapasztalt bálnavadászt, Leonard Kristensent fogadta fel, és a legénységgel, valamint egy kis létszámú tudományos csapattal 1893 szeptemberében elhagyta Norvégiát és Ausztráliába hajózott. Melbourne-ben csatlakozott a expedíciós csapathoz Carsten Borchgrevink norvég-angol származású, Ausztráliában letelepedett geológus és földmérő, akit Bull matrózként és részmunkaidős tudósként felvett a hajó legénységébe.

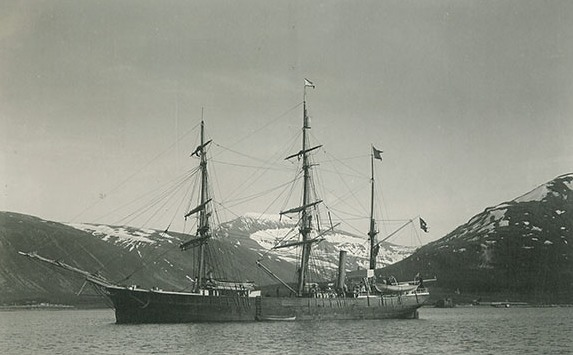
Henrik Bull hajója, az Antarctic

Az Antarctic 1894. szeptember 26-án futott ki Melbourne-ből, és Tasmania, a Macquarie-sziget és a Campbell-szigetek érintésével Új-Zélandra, Port Chalmersbe hajózott, ahol a hajó műszaki problémái miatt elvégezték a szükséges javításokat. A kikötőben a hajó legénysége közül kilencen visszaléptek a további utazástól. Bull attól tartva, hogy Foyn meghallva a történteket leállítja az expedíciót, a hajó kifutásáig visszatartotta a híreket. A megfogyatkozott létszámú legénység pótlása érdekében a hajó kikötött a Stewart-szigeten. Ekkor csatlakozott a legénységhez a 17 éves Tunzelmann és három új-zélandi társa.
A következő hónapokban a szubantarktiszi szigetek körül végzett fókavadászat kifejezetten sikeres volt, azonban bálnákat nem találtak a térségben. Mivel az expedíció kifejezett célját – Foyn elvárásai szerint – a simabálnák vadászata képezte, ezért tovább haladtak dél felé, olyan területekre, ahol korábbi expedíciók bálnák jelenlétéről számoltak be. Dél felé haladva a zajló jégen keresztül elérték a Ross-tengert, és 1895. január 18-án partra szálltak a Possession-szigeten, ahol James Clark Ross 1841-ben kitűzte a brit lobogót.

## Az első partraszállás a kontinensen
1895. január 24-én a hajó elérte az antarktiszi szárazföld partvonalát, a Viktória-föld északi nyúlványát, az Adare-fokot. Ross 1841-es expedíciója nem tudott itt partra szállni, azonban most a körülmények kedvezőek voltak ahhoz, hogy egy csónakot vízre bocsássanak. Bull, Kristensen, Borchgrevink, Tunzelmann három másik társukkal partra szálltak az Adare-foknál. Állításuk szerint ez volt az első alkalom, hogy ember az Antarktisz szárazföldjére lépett.

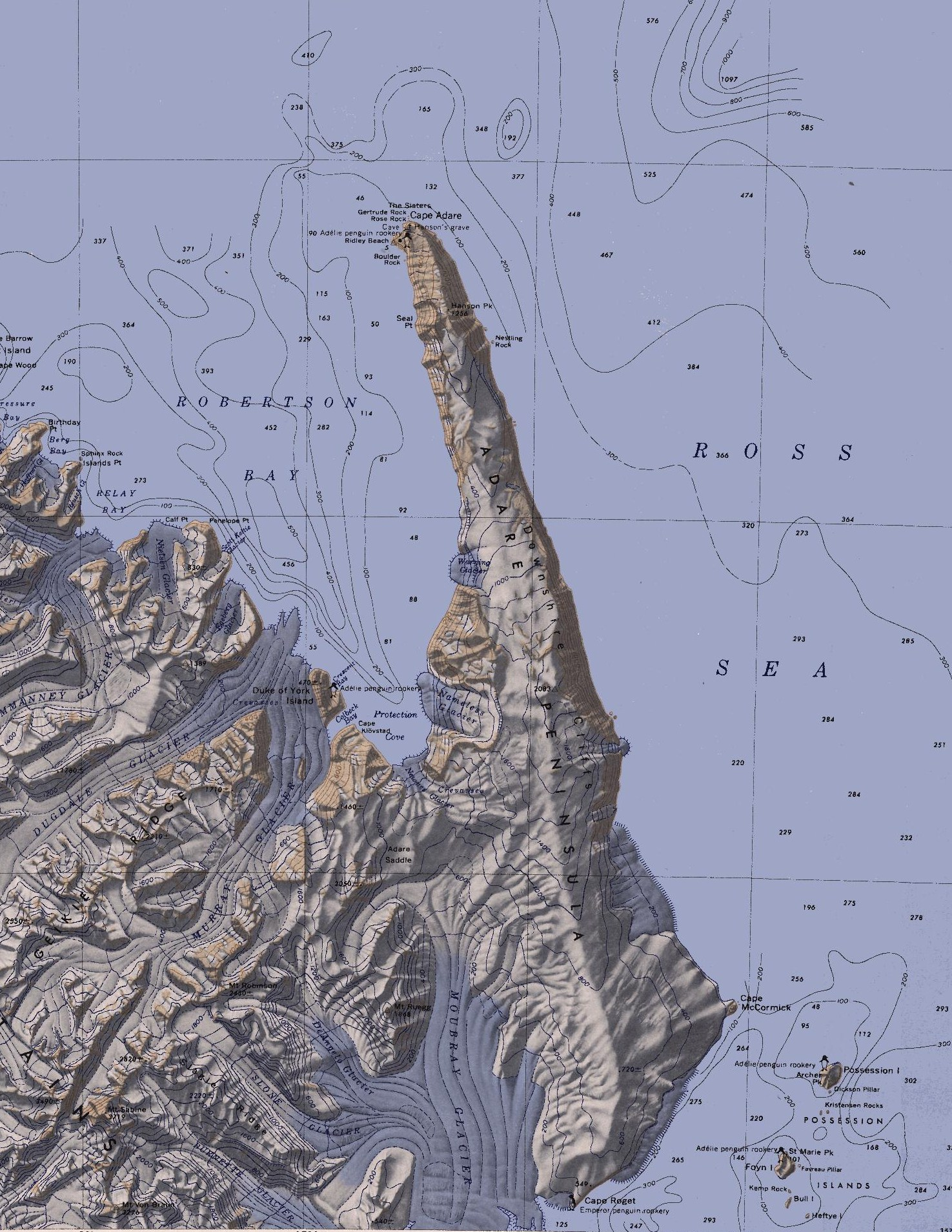
Az Adare-fok régiójának topográfiai térképe

Az elsőség kérdése több szempontból is vitatott volt. Bizonyos források szerint valószínűleg már sokkal korábban, 1821-ben John Davis és Andrew McFarlane partra szálltak az Antarktiszi-félszigeten és Mercator Cooper a Ross-tengeren. John Davis amerikai tengerész és fókavadász, Cecilia nevű hajójával újabb fókatelepek után kutatva, a Déli-Shetland-szigetekhez tartozó Smith- és Low-szigetekről tovább hajózott dél felé, majd elhaladt a Hoseason-sziget mellett. Tovább haladva dél felé, 1821. február 7-én – hajónaplója tanúsága szerint – a 64°01’ déli szélességnél egy nagy földterületet fedezett fel, amelyet teljes egészében hó borított. Miután megközelítették, egy csónakkal, délelőtt 10 órakor partra szálltak, hogy fókák után kutassanak. Davis maga is úgy fogalmazott, hogy úgy gondolja, ez a déli föld egy kontinens. Davis hajónaplója alapján a kutatók arra következtetnek, hogy a Davis által leírt partraszállás helye a Hughes-öböl lehetett, az Antarktiszi-félsziget nyugati oldalán. Amennyiben Davis – hajónaplóján kívüli forrással meg nem erősített – partraszállása ténylegesen megtörtént, úgy 74 évvel megelőzte Henrik Bull csapatának Adare-foki partraszállását.
Bull csapatának tagjai között sem volt egyetértés abban a tekintetben, hogy a csónakból ki lépett elsőként a szárazföldre; Kristensen, Borchgrevink és Alexander von Tunzelmann matróz is azt állította, hogy ő volt az első. Kristensen kapitány a naplójában a következőképpen fogalmazott: „Legelöl ültem a csónakban, és mikor az megfeneklett, a partra ugrottam és így szóltam »Enyém a dicsőség, hogy az első ember lehetek, akinek a lába megérintette a déli Viktória-földet.«”. Borchgrevink egy magazin hasábjain – ezzel szemben – a következőket állította: „Nem tudom, hogy az a vágy vezérelt, hogy elkapjam a medúzát (amit a sekély vízben láttam), vagy az, hogy az első ember legyek, aki erre az ismeretlen földre lép, azonban amint elhangzott, hogy hagyjuk abba az evezést, kiugrottam a csónak oldalán. Ezzel két legyet is ütöttem egy csapásra: elsőként léphettem a szárazföldre és lehetővé tettem, hogy a súlyomtól megkönnyebbülő csónak elég közel jusson a parthoz, és a kapitány száraz lábbal partra ugorhasson.” Hogy tovább bonyolítsa a helyzetet, Tunzelmann is kijelentette és egészen 1959-ben bekövetkezett haláláig fenntartotta, hogy a csónak elejében ült és elsőként a partra ugrott, hogy rögzítse a csónakot.
A fentiektől függetlenül az kétségtelenül kijelenthető, hogy ez volt az első egyértelműen dokumentált és bizonyított partraszállás az antarktiszi szárazföldön. A partraszállók közül Carsten Borchgrevink 1898-ban saját expedíciója, a Southern Cross-expedíció élén visszatért az Adare-fokra. Az expedíció során a csapat – a világon elsőként – a teljes telet az antarktiszi szárazföldön töltötte.
1984-ben az Új-Zélandi Antarktiszi Helynevek Bizottsága a partraszállás helyét Von Tunzelmann Pointnak nevezte el, melyet az Új-Zélandi Földrajzi Testület hivatalosan 2004-ben ismert el.